# Cédric Collet
Cédric Collet (Brétigny-sur-Orge, 7 marzo 1984) è un ex calciatore francese, centrocampista.

## Caratteristiche tecniche
È un'ala sinistra.

## Carriera

### Club
Comincia a giocare nel Sedan. Dopo una stagione nella seconda squadra, nel 2003 viene promosso in prima squadra. Nel 2004 viene ceduto al Romorantin. Nel 2005 si trasferisce al Tours. Nel 2007 passa allo Stade Brest. Nel 2008 viene acquistato dal Mons. Nel 2009 si trasferisce allo Standard Liegi. Nel luglio 2010 rimane svincolato. Il 31 gennaio 2011 viene ingaggiato dal Beauvais. Il 18 luglio 2011 viene acquistato dallo Stade Reims. Nell'estate 2012 si trasferisce al Beira-Mar. Il 20 dicembre 2012 rescinde il contratto. Nell'estate 2013 firma per il Créteil-Lusitanos. Al termine della stagione rimane svincolato.

### Nazionale
Debutta in Nazionale l'11 ottobre 2008, in Guadalupa-Isole Cayman (7-1). Mette a segno la sua prima rete con la maglia della Nazionale due giorni dopo, in Guadalupa-Grenada (2-1), in cui mette a segno la rete del momentaneo 1-1. Ha partecipato, con la Nazionale, alla Gold Cup 2011. Ha collezionato in totale, con la maglia della Nazionale, 13 presenze e una rete.